# Træktvang
Træktvang er et begreb i skakspillet. Træktvang opstår, når den, som er i trækket ikke har andre alternativer end træk, som forværrer egen stilling. Det kan skyldes, at alternative træk er ulovlige, således at de lovlige træk medfører sikkert tab. Træktvang forekommer hyppigst i slutspillet, men kan også forekomme tidligere i spillet, jf. det udødelige træktvangsparti.
Begrebet ser også anvendelse udenfor skak, mest prominent i andre turbaserede spil, hvor spillerne er tvunget til at fortage en handling i løbet af deres tur, ved at regelsættet udtrykkeligt forbyder dem at springe deres tur over eller blot lade være med fortage sig en handling.

## Anvendelse i Skak
Diagrammet til øverst højre illustrerer en simpel træktvang. Den spiller, der skal trække næste gang, må forlade beskyttelsen af sin bonde, som modstanderen nu kan slå, uden at forlade beskyttelsen af sin egen bonde.
Diagrammet nederst til højre er fra praksis; Fischer mod Tajmanov, 2. matchparti kandidatturneringen 1971:

Stillingen efter 85.Lf5. Sort er i træktvang, fordi han ikke kan gøre et træk uden at miste materiale. Et træk med kongen vil tabe springeren, mens et træk med springeren giver fribonden frit spil mod forvandling. Spillet fortsatte:
85... Sf3
86. h6 Sg5
87. Kg6
87... Sf3
88. h7 Se5+
89. Kf6 1–0